# Moyo (Uganda)
Moyo è un comune dell'Uganda settentrionale, capoluogo dell'omonimo distretto.
Situata a circa 455 km a nord-ovest della capitale Kampala, la città ha una popolazione stimata di 23.700 abitanti.
È sede di un areroporto civile (codice IATA: OYG).